# VIA CoreFusion

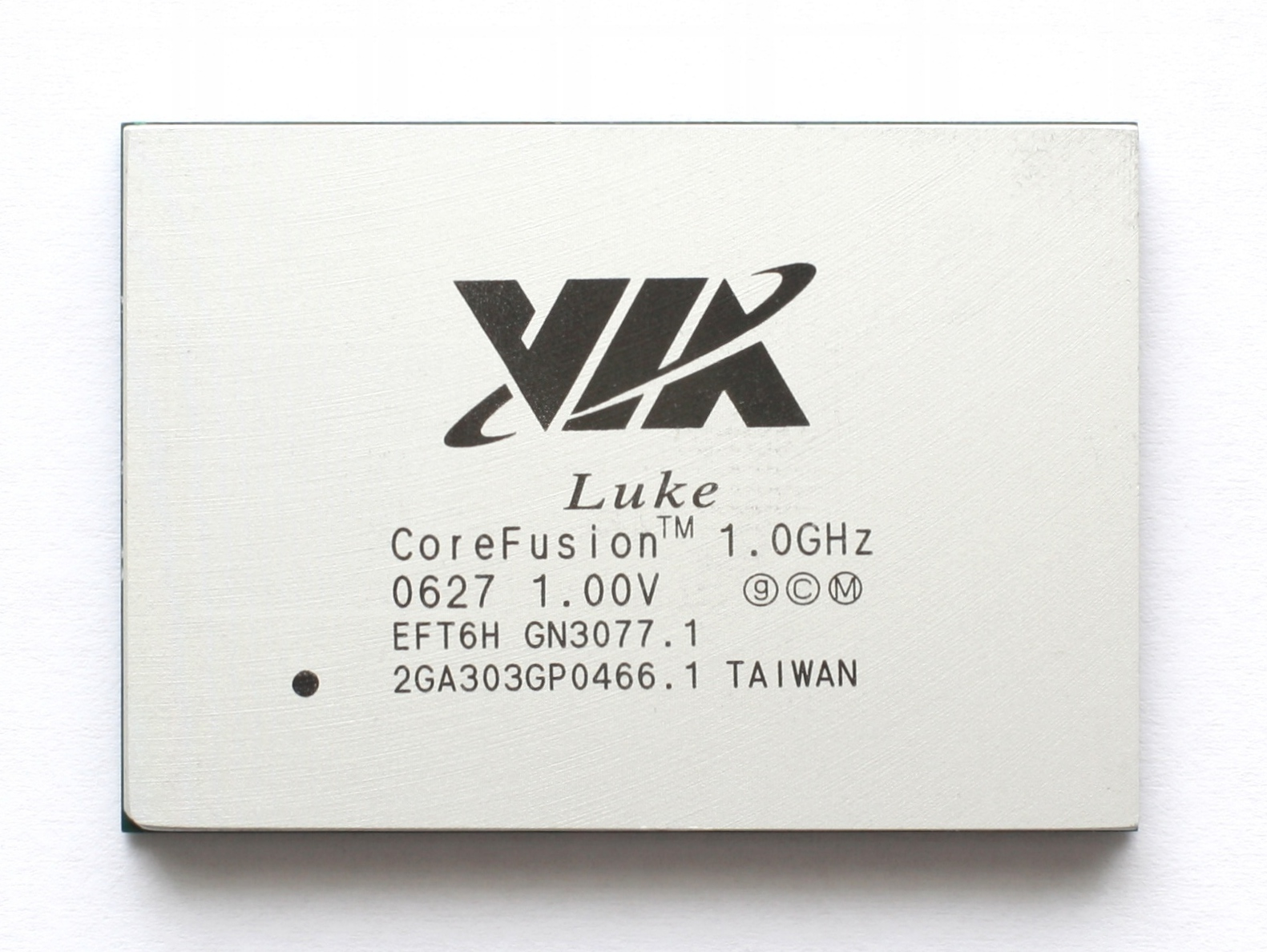
VIA Luke.

VIA CoreFusion是威盛于2003年推出的低功耗x86处理器系列。Corefusion集成了北桥，图形处理单元和V-Link接口（仅适用于Luke和John）。
Corefusion平台有四个版本：Mark，Luke，Luke-Lite和John。

## 型號資料

### Mark
Corefusion Mark于2003年3月推出，包括Nehemiah核心VIA C3处理器，VIA ProSavage CLE266北桥，S3 ProSavage4显示单元，支持133MHz的SDRAM内存。
特性
- L1缓存：64+64 kB（数据+指令）
- L2缓存：64 kB
- 支持指令集：MMX，3DNow!，SSE
- 安全特性：RNG，AES
- 封装：BGA686
- 前端总线：133 MHz
- 核心电压：0.9-1.0 V
- 功耗：6-10 W
- 主频：533-1000 MHz

### Luke及Luke-Lite
Corefusion Luke于2005年3月推出，包括VIA Eden处理器，VIA CN400北桥，S3 Unichrome Pro显示单元，支持400MHz的DDR内存。Luke-Lite在规格上与Luke几乎相同，唯一区别是改用了VIA CN333北桥，并只支持333MHz的DDR内存。
特性
- L1缓存：64+64 kB（数据+指令）
- L2缓存：64 kB
- 支持指令集：MMX，3DNow!，SSE
- 安全特性：RNG，AES
- 封装：BGA841
- 前端总线：133 MHz
- 核心电压：0.9-1.0 V
- 功耗：6-10 W
- 主频：533-1000 MHz

### John
John在VIA的路线图中曾作为Luke的继任者出现，但不清楚这个核心是否发布过。

## 外部連結
- 威盛電子官方網站
- VIA CoreFusion Processor Platform